# 대니엘 하임
대니엘 하임(Danielle Haim, 1989년 2월 16일 ~ )은 미국의 싱어송라이터, 기타리스트이다. 밴드 하임의 리드 기타리스트이다.